# Брозь, Лукаш
Лукаш Брозь (пол. Łukasz Broź; 17 декабря 1985, Гижицко) — польский футболист, защитник клуба «Легия». Выступал за сборную Польши.

## Биография
Воспитанник футбольной школы клуба «Багбуд» из Гижицко. Профессиональную карьеру начал в клубе «Мамры», также из Гижицко. В составе клуба провёл сезон 2004/05 в Окружной лиге. Команда заняла пятое место, а Лукашом заинтересовался клуб Третьей лиги «Кмита» из Забежува, в составе которого он и провёл следующий сезон. В 2006 году игрок перешёл в состав клуба высшего дивизиона, «Видзев» из Лодзи. В составе команды Лукаш отыграл семь сезонов и дважды подряд выиграл первенство Первой лиги. Из-за коррупционного скандала, победитель Первой лиги сезона 2008/2009, клуб «Видзев», не был допущен в Экстраклассу и был вынужден провести следующий сезон, опять, в Первой лиге. В 2013 году Лукаш подписал контракт с варшавской «Легией». За пять лет в составе столичной команды, футболист четыре раза становился чемпионом Польши и три раза становился обладателем кубка. С 2018 года выступает в составе «Шлёнска» из Вроцлава.

## Карьера в сборной
За сборную Польши, сыграл 3 матча, голов не забивал. Дебютировал 14 декабря 2012 года в матче против сборной Македонии. Все матчи, в которых принимал участие Лукаш Брозь, были товарищескими.

## Достижения
- Чемпион Польши (4): 2013/14, 2015/16, 2016/17, 2017/18
- Обладатель кубка Польши (3): 2014/15, 2015/16, 2017/18